# Лига Европы УЕФА 2023/2024. Квалификация
Эта статья содержит информацию о квалификационных раундах Лиги Европы УЕФА 2023/24.
Команды, проигравшие во втором квалификационном раунде Лиги чемпионов приняли участие в третьем квалификационном раунде Лиги Европы, проигравшие на чемпионском пути в третьем квалификационном раунде Лиги чемпионов — в четвёртом квалификационном раунде Лиги Европы, а проигравшие в квалификационном раунде плей-офф и на пути представителей лиг в третьем квалификационном раунде Лиги чемпионов попали в групповой этап Лиги Европы.
Команды, проигравшие в третьем квалификационном раунде Лиги Европы приняли участие в квалификационном раунде плей-офф Лиги конференций, а проигравшие в раунде плей-офф квалификации Лиги Европы попали в групповой этап Лиги конференций.

## Расписание жеребьёвок и матчей
Ниже представлено расписание квалификационного турнира.
| Раунд                           | Жеребьёвка     | Первый матч     | Ответный матч   |
| ------------------------------- | -------------- | --------------- | --------------- |
| Третий квалификационный раунд   | 24 июля 2023   | 10 августа 2023 | 17 августа 2023 |
| Квалификационный раунд плей-офф | 7 августа 2023 | 24 августа 2023 | 31 августа 2023 |

## Участники
| Клуб              | Коэф.  |
| ----------------- | ------ |
| Аякс              | 89.000 |
| Динамо Загреб     | 55.000 |
| ЛАСК              | 36.000 |
| Слован Братислава | 24.500 |
| Юнион             | 19.000 |
| Заря Луганск      | 16.000 |
| Спарта Прага      | 14.000 |
| Олимпия Любляна   | 9.000  |
| КИ Клаксвик       | 8.000  |
| Абердин           | 8.000  |
| Чукарички         | 6.475  |
| Лугано            | 6.335  |
| Арис Лимасол      | 4.895  |

| Клуб       | Коэф.  |
| ---------- | ------ |
| Карабах    | 25.000 |
| Лудогорец  | 21.000 |
| Шериф      | 19.500 |
| БАТЭ       | 15.000 |
| Астана     | 14.000 |
| Жальгирис  | 11.000 |
| ХИК        | 11.000 |
| Зриньски   | 8.500  |
| Брейдаблик | 6.000  |
| Хеккен     | 4.750  |

| Клуб         | Коэф.  |
| ------------ | ------ |
| Славия Прага | 52.000 |
| Олимпиакос   | 39.000 |
| Генк         | 18.000 |
| Днепр-1      | 8.000  |

## Третий квалификационный раунд
Жеребьёвка третьего квалификационного раунда прошла 24 июля 2023 года.

### Посев
Всего в третьем квалификационном раунде приняли участие 14 команд. Они были разделены на два пути:
- Путь чемпионов (10 команд): 10 команд, проигравших во втором квалификационном раунде Лиги чемпионов, которые не были известны на момент проведения жеребьёвки. Посев участников не проводился.
- Путь представителей лиг (4 команды): команды были распределены следующим образом:
  - Сеяные: 2 команды, начинающие с этого раунда.
  - Несеяные: 2 команды, проигравшие во втором квалификационном раунде Лиги чемпионов, которые не были известны на момент проведения жеребьёвки.

| Группа 1                                                     | Группа 2                            |
| ------------------------------------------------------------ | ----------------------------------- |
| - Жальгирис - Карабах - Хеккен - ХИК - Брейдаблик - Зриньски | - Лудогорец - БАТЭ - Шериф - Астана |

| Сеяные                      | Несеяные         |
| --------------------------- | ---------------- |
| - Славия Прага - Олимпиакос | - Генк - Днепр-1 |

### Таблица
Первые матчи прошли 8 и 10 августа, ответные — 17 августа 2023 года.
Победители вышли в квалификационный раунд плей-офф. Проигравшие попали в квалификационный раунд плей-офф Лиги конференций.
| Команда 1 | Итог | Команда 2  | 1-й матч | 2-й матч |
| --------- | ---- | ---------- | -------- | -------- |
| Жальгирис | 1:8  | Хеккен     | 1:3      | 0:5      |
| Карабах   | 4:2  | ХИК        | 2:1      | 2:1      |
| Зриньски  | 6:3  | Брейдаблик | 6:2      | 0:1      |
| Шериф     | 7:3  | БАТЭ       | 5:1      | 2:2      |
| Астана    | 3:6  | Лудогорец  | 2:1      | 1:5      |

| Команда 1    | Итог | Команда 2 | 1-й матч | 2-й матч |
| ------------ | ---- | --------- | -------- | -------- |
| Олимпиакос   | 2:1  | Генк      | 1:0      | 1:1      |
| Славия Прага | 4:1  | Днепр-1   | 3:0      | 1:1      |

## Квалификационный раунд плей-офф
Жеребьёвка квалификационного раунда плей-офф прошла 7 августа 2023 года.

### Посев
Всего в квалификационном раунде плей-офф приняли участие 20 команд. Они были разделены на четыре «приоритета»:
- Приоритет 1: 6 команд, начинающих с этого раунда, ассоциации которых имеют наивысший рейтинг.
- Приоритет 2: 6 команд, проигравших в третьем квалификационном раунде Лиги чемпионов, которые не были известны на момент проведения жеребьёвки.
- Приоритет 3: 5 победителей третьего квалификационного раунда (путь чемпионов), которые не были известны на момент проведения жеребьёвки.
- Приоритет 4: оставшаяся команда, начинающая с этого раунда, и 2 победителя третьего квалификационного раунда (путь представителей лиг), которые не были известны на момент проведения жеребьёвки.

| Приоритет 1                                                | Приоритет 2                                                                                       | Приоритет 3                                       | Приоритет 4                          |
| ---------------------------------------------------------- | ------------------------------------------------------------------------------------------------- | ------------------------------------------------- | ------------------------------------ |
| - Аякс - ЛАСК - Абердин - Чукарички - Заря Луганск - Юнион | - Арис Лимасол - Слован Братислава - Динамо Загреб - Олимпия Любляна - Спарта Прага - КИ Клаксвик | - Хеккен - Карабах - Зриньски - Шериф - Лудогорец | - Лугано - Олимпиакос - Славия Прага |

### Таблица
Первые матчи прошли 24 августа, ответные — 31 августа 2023 года.
Победители вышли в групповой этап. Проигравшие попали в групповой этап Лиги конференций.
| Команда 1         | Итог | Команда 2    | 1-й матч | 2-й матч |
| ----------------- | ---- | ------------ | -------- | -------- |
| Славия Прага      | 3:2  | Заря Луганск | 2:0      | 1:2      |
| Олимпиакос        | 6:1  | Чукарички    | 3:1      | 3:0      |
| Юнион             | 3:0  | Лугано       | 2:0      | 1:0      |
| Лудогорец         | 2:4  | Аякс         | 1:4      | 1:0      |
| Хеккен            | 5:3  | Абердин      | 2:2      | 3:1      |
| ЛАСК              | 3:2  | Зриньски     | 2:1      | 1:1      |
| КИ Клаксвик       | 2:3  | Шериф        | 1:1      | 1:2      |
| Олимпия Любляна   | 1:3  | Карабах      | 0:2      | 1:1      |
| Слован Братислава | 4:7  | Арис Лимасол | 2:1      | 2:6      |
| Динамо Загреб     | 4:5  | Спарта Прага | 3:1      | 1:4      |